# A tutto reality - L'isola
A tutto reality - L'isola (Total Drama Island) è una serie animata canadese, parodia dei reality show: la serie ironizza sulle situazioni e le convenzioni che si trovano comunemente in questo tipo di programmi. Il 1º episodio venne trasmesso sul canale canadese Teletoon dall'8 luglio 2007.
La serie è stata creata dai creatori di 6teen, un altro programma di Teletoon. È stato il terzo show di Cartoon Network con Adult Swim (cartoni destinati a un pubblico dai 18 anni) e Toonami (cartoni destinati a un pubblico maggiore di 14 anni) a ricevere il rating degli Stati Uniti di "TV-PG (D)", ovvero che è obbligatoria la presenza di un adulto durante la visione perché ci potrebbero essere dei dialoghi leggermente suggestivi per i bambini; il suo rating in Canada è "PG" (Bambini accompagnati da un adulto), e per alcuni episodi "G" (Per Tutti).
In Italia la serie è andata in onda il 24 febbraio 2010 su K2 con il nome di A tutto reality - L'isola.

## Trama
Parodia dei reality show, in particolare Survivor ed Endurance, e che ricostruisce fedelmente anche espedienti narrativi presenti in Fear Factor e Iron Chef, la serie vede ventidue adolescenti stabilirsi per otto settimane a Camp Wawanakwa, un'isola fittizia situata in una zona non meglio precisata nella regione di Muskowka, nell'Ontario, in Canada. I ragazzi vengono divisi in due squadre, le Carpe Assassine e le Marmotte Urlanti: ogni tre giorni, i campeggiatori dovranno partecipare a una sfida che ha normalmente un vincitore (e questo garantisce l'immunità a tutta la squadra), mentre i membri della squadra perdente saranno chiamati a votare per l'eliminazione di un loro componente, per poi venire convocati alla Cerimonia del Fuoco, durante la quale il conduttore Chris McLane distribuirà dei marshmallow a tutti, tranne al concorrente eliminato. Coloro che ricevono il marshmallow rimarranno, mentre colui che rimarrà senza si dovrà recare al Molo della Vergogna, salire sulla Barca del Perdente che lo condurrà (a sua insaputa) in un resort di lusso per tutti coloro che in precedenza sono stati eliminati: la Spiaggia dei Perdenti.
Ciò avviene fino allo scioglimento delle squadre: in seguito, tutti i concorrenti rimasti partecipano alla Cerimonia del Fuoco, e l'immunità verrà data solo a uno di essi (questo però non avviene negli episodi 18 e 19, dove l'eliminazione avviene senza votazione). Nella finale a tre e in quella a due, per ovvi motivi, i concorrenti (Heather e Gwen/Owen) vengono eliminati perché sconfitti, rispettivamente, nella sfida di torture (proposte dagli eliminati) e nella corsa finale.
La corsa finale ha due finali alternativi. Tale decisione è stata presa dagli autori del programma e solo uno di essi è stato trasmesso per ogni Paese del mondo in cui la serie è andata in onda: il finale veniva scelto dalle reti televisive locali o, come nel caso del Canada (Paese d'origine della serie), tramite un sondaggio online dei fan. In Italia, ad esempio, è stato trasmesso il finale in cui vince Owen che, attirato dall'odore dei brownie, sorpassa in extremis Gwen e taglia la linea del traguardo; in altri Paesi, è Gwen ad arrivare prima, in quanto Owen si era fermato a mangiare dei brownie prima di tagliare il traguardo. In entrambi i casi, nessuno dei due mantiene il premio (Owen perché punta al milione messo in gioco da Chris, cedendo l'assegno; Gwen perché viene costretta da Chris, per contratto, a barattare i 100000 $ per il milione rimesso in gioco).

## Episodi
La stagione è composta da 26 episodi più uno speciale della durata di 22 minuti ciascuno (escluso l'ultimo di 40 minuti), andati in onda in Canada su Teletoon dall'8 luglio 2007 al 29 novembre 2008, negli Stati Uniti su Cartoon Network dal 5 giugno al 18 dicembre 2008 e in Italia dal 24 febbraio al 3 giugno 2010 su K2.
| Stagione | Episodi       | Prima TV Canada | Prima TV Italia |
| -------- | ------------- | --------------- | --------------- |
| Episodi  | 26 + Speciale | 2007            | 2010            |

## Audizioni
Nel gennaio 2010 sono incominciate ad andare in onda le audizioni dei personaggi della serie. Quelle di Beth, Bridgette, Cody, Courtney, DJ, Duncan, Eva, Ezekiel, Geoff, Harold, Heather e Justin, perfino Chef Hatchet, sono state inizialmente trasmesse solo su YouTube, per poi essere mandate in onda in Italia sul canale K2, tranne quelle mancanti: Gwen, Izzy, Owen, Katie, LeShawna, Lindsay, Noah, Sadie, Trent e Tyler. Dall'estate 2007 sono state pubblicate in lingua originale.

## Personaggi e interpreti
| Personaggio      | Voce originale       | Voce italiana                               |
| Host             | Host                 | Host                                        |
| ---------------- | -------------------- | ------------------------------------------- |
| Chris McLean     | Christian Potenza    | Alessandro Quarta                           |
| Chef Hatchet     | Clé Bennett          | Roberto Draghetti                           |
| Concorrenti      |                      |                                             |
| Beth             | Sarah Gadon          | Antonella Baldini                           |
| Bridgette        | Kristin Fairlie      | Ilaria Latini                               |
| DJ               | Clé Bennett          | Simone Crisari                              |
| Gwen             | Megan Fahlenbock     | Laura Latini                                |
| Heather          | Rachel Wilson        | Monica Ward                                 |
| Geoff            | Dan Petronijevic     | Stefano Crescentini                         |
| Katie            | Stephanie Anne Mills | Gemma Donati                                |
| Sadie            | Lauren Lipson        | Letizia Ciampa                              |
| Izzy             | Katie Crown          | Micaela Incitti                             |
| Harold           | Brian Froud          | Luigi Morville                              |
| Courtney         | Emilie Barlow        | Monica Vulcano                              |
| Duncan           | Drew Nelson          | Christian Iansante                          |
| Owen             | Scott McCord         | Fabrizio Vidale                             |
| Tyler            | Peter Oldring        | Fabrizio Manfredi                           |
| Leshawna         | Novie Edwards        | Laura Lenghi                                |
| Cody             | Peter Oldring        | Davide Perino                               |
| Lindsay          | Stephanie Anne Mills | Alessia Amendola                            |
| Trent            | Scott McCord         | Alessandro Campaiola                        |
| Justin           | Adam Reid            | Massimiliano Alto                           |
| Noah             | Carter Hayden        | Andrea Mete                                 |
| Ezekiel          | Peter Oldring        | Corrado Conforti, Gianluca Crisafi (ep. 22) |
| Eva              | Julia Chantrey       | Laura Nicolò                                |
| Altri personaggi |                      |                                             |
| Assassino        | Clé Bennett          | Massimo Corvo                               |

## Revival
Il 17 febbraio 2021 è stato annunciato un revival della serie, composto da due stagioni, per le reti televisive Cartoon Network e Boomerang e per la piattaforma streaming HBO Max.
Il 23 marzo 2023 è stato mandato in onda su K2 in anteprima mondiale il primo teaser trailer italiano della nuova stagione revival, A tutto reality - L'isola: Il ritorno che è trasmessa sul canale dal 10 aprile.